# Maya TV
Maya TV, también conocido como el Canal 66, es una cadena de televisión hondureña con sede en Tegucigalpa. El canal es de ámbito nacional con temáticas como las noticias, actualidad, salud y religión.
El dueño de Maya TV es Maya Media Group S. de R.L.

## Transmisión
El canal transmite por señal satelital por toda Honduras y con señal libre abierta en cinco de las ciudades más grandes de Honduras. 
El telenoticiero Teleprensa Internacional se transmite a través de DirecTV para los Estados Unidos de América en forma directa siendo el único canal de Honduras con audiencia comprobada en este mercado norteamericano. También transmite en línea.